# Elecciones generales de Italia de 1904
Las elecciones generales se celebraron en Italia el 6 de noviembre de 1904, con una segunda vuelta celebrada el 13 de noviembre. El bloque de izquierda "ministerial" siguió siendo el más grande en el Parlamento, ganando 339 de los 508 escaños. La prohibición papal de que los católicos votaran se relajó por primera vez y se eligieron tres católicos.

## Sistema electoral
La elección se llevó a cabo utilizando 508 distritos electorales uninominales. Sin embargo, antes de las elecciones, se enmendó la ley electoral para que los candidatos solo necesitaran una mayoría absoluta de votos para ganar su circunscripción, derogando el segundo requisito de recibir los votos de al menos una sexta parte de los votantes registrados.

## Contexto histórico
Tras la dimisión de Giuseppe Saracco como primer ministro, Giuseppe Zanardelli fue nombrado nuevo jefe de gobierno; pero no pudo lograr mucho durante su último mandato, ya que su salud estaba muy deteriorada. Su Ley de Divorcio, aunque votada en la Cámara de Diputados, tuvo que ser retirada debido a la fuerte oposición del país. Se retiró de la administración el 21 de noviembre de 1903.
El líder liberal de mucho tiempo Giovanni Giolitti sucedió a Zanardelli. Cortejó a la izquierda y a los sindicatos con legislación social, incluidos subsidios para viviendas de bajos ingresos, contratos gubernamentales preferenciales para cooperativas de trabajadores y pensiones de vejez e invalidez. Sin embargo, él también tuvo que recurrir a medidas enérgicas para reprimir algunos desórdenes graves en varias partes de Italia, y así perdió el favor de los socialistas.

## Partidos y líderes
| Partido | Partido                           | Ideología                             | Líder               |
| ------- | --------------------------------- | ------------------------------------- | ------------------- |
|         | Izquierda histórica               | Liberalismo, Centrismo                | Giovanni Giolitti   |
|         | Partido Socialista Italiano       | Socialismo, Socialismo revolucionario | Filippo Turati      |
|         | Derecha histórica                 | Conservadurismo, Monarquismo          | Tommaso Tittoni     |
|         | Partido Radical Italiano          | Radicalismo, Republicanismo           | Ettore Sacchi       |
|         | Partido Republicano Italiano      | Republicanismo, Radicalismo           | Napoleone Colajanni |
|         | Unión Electoral Católica Italiana | Clericalismo, Democracia cristiana    | Ottorino Gentiloni  |

## Resultados
|  | 50,90 % |

|  | 21,35 % |

|  | 13,92 % |

|  | 8,38 % |

|  | 4,93 % |

|  | 0,52 % |

|  | 95,81 % |

|  | 4,19 % |

|  | 100 % |

|  | 62,72 % |